# Вја деј Локи (Арецо)
Вја деј Локи је насеље у Италији у округу Арецо, региону Тоскана.
Према процени из 2011. у насељу је живело 34 становника. Насеље се налази на надморској висини од 256 м.